# 보그단 아담
보그단 아담(헝가리어: Bogdán Ádám, 1987년 9월 27일 ~ )은 헝가리의 축구 선수로 현재 페렌츠바로시 TC에서 골키퍼로 활동 중이다.

## 선수 경력

### 클럽
2005년 버셔시 SC에서 데뷔하여 2007년 잉글랜드 프리미어리그의 볼턴 원더러스와의 입단 계약을 체결한 후 2014-15 시즌까지 볼턴의 주전 골키퍼로 공식전 120경기에 출전하며 2010-11년 잉글랜드 FA컵 4강 진출에 기여했고 이듬해인 2012년에는 볼턴 원더러스 올해의 선수상의 영예를 안았다.
2014-15 시즌을 마친 뒤 잉글랜드 프리미어리그의 강호 리버풀 FC로 이적 후 공식전 6경기에 출전하며 2015-16년 EFL컵 준우승에 일조한 뒤 차기 시즌인 2016-17 시즌 잉글랜드 2부 리그의 위건 애슬레틱으로 임대 이적하여 리그 17경기에 출전했다.
2017-18 시즌 이후 리버풀과의 계약을 종료한 뒤 스코티시 프리미어십의 하이버니언 FC에서 임대 선수로 공식전 25경기에 출전하며 2018-19 시즌 리그 5위의 성적에 기여했으나 2019-20 시즌에서는 단 1경기도 출전하지 못한 채 2019-20 시즌 종료 후 자국 리그 소속팀이자 고향팀인 페렌츠바로시 TC로 이적하며 13년만에 고국으로 돌아왔다.

### 국가대표팀
2008년 10월 몰타와의 친선 경기를 앞두고 헝가리 성인대표팀에 첫 콜업되었지만 출전 기회를 부여받지 못했고 그로부터 2년 8개월 후인 2011년 6월 룩셈부르크와의 친선 경기에서 비로소 국제 A매치 데뷔전을 치렀다.
2012년에는 소속팀 볼턴에서의 활약을 바탕으로 헝가리 올해의 선수상에 이름을 올렸고 이듬해인 2013년 10월 11일 요한 크루이프 아레나에서 열린 2010년 FIFA 월드컵 준우승팀 네덜란드와의 2014년 FIFA 월드컵 유럽 지역 예선 D조 9차전 원정 경기에 선발로 출전했지만 이 경기에서 상대팀인 로빈 판 페르시에 해트트릭을 내주는 등 무려 8골을 얻어맞고 무너지면서 1-8의 대패를 당했다.
그 후 2021년 6월 1일 코로나19 범유행으로 1년 연기된 UEFA 유로 2020 본선을 앞두고 23인 최종 엔트리에 합류했으나 조별리그 3경기에서 모두 같은 포지션인 굴라치 페테르에 밀려 단 1경기도 출전하지 못했다.
그러나 디펜딩 챔피언이자 2018-19년 UEFA 네이션스리그 챔피언 포르투갈, 2018년 FIFA 월드컵 챔피언 프랑스, 2014년 FIFA 월드컵 챔피언 독일을 상대로 팀 선전에 큰 힘을 실어주었다.

## 수상

### 클럽
볼턴 원더러스
- 잉글랜드 FA컵 : 4강 (2010-11)

 리버풀 FC
- EFL컵 : 준우승 (2015-16)

### 개인
- 볼턴 원더러스 올해의 선수상 : 2012